# Canthylidia arenosa
Canthylidia arenosa là một loài bướm đêm trong họ Noctuidae.